# تاتيكيوس
تاتيكيوس (باليونانية: Τατίκιος)‏ قائد عسكري بيزنطي في عهد الإمبراطوري ألكسيوس الأول. كان والد تاتيكيوس من ما أسماهم الروم «السراسنة»، أي المسلمين، وغالبًا كان من التُرك، وقد أسر من قبل الإمبراطور يوحنا الثاني كومنينوس وعمل خادما في منزل أسرة كومنينوس. نشأ وتربى كل من تاتيكيوس وألكسيوس في بيت واحد. حينما أصبح ألكسيوي إمبراطورا كلفه بقيادة عدة حملات عسكرية منها حملة عام 1086 على نيقية ضد السلاجقة كما أرسله ألكسيوس على رأس قوات بيزنطية لمرافقة قوات الصليبيين خلال الحملة الصليبية الأولى.